# Dżusijjat al-Amar
Dżusijjat al-Amar (arab. جوسية العمار) – miejscowość w Syrii, w muhafazie Hims. W 2004 roku liczyła 3447 mieszkańców.